# 李鍾郁
李 鍾郁（イ・ジョンウク、1945年4月12日 - 2006年5月22日）は、韓国の医学者。第6代世界保健機関(WHO)事務局長を務めた。カトリック教徒。国連傘下の国際機構を率いる長としては初めての韓国人であった。

## 来歴
1945年、大日本帝国時代の朝鮮・ソウル特別市に生まれる。ソウル大医学部在学中からハンセン病患者の治療奉仕に携わった。1983年に南太平洋ハンセン病対策チーム主任として世界保健機関入りする。感染症の専門家でジュネーブの本部では結核対策部長などを歴任した。
感染症対策に尽力したことから、韓国から「ワクチンの皇帝」と異名を授けられた。世界的な蔓延が危惧される鳥インフルエンザ対策にも精力的に取り組んだ。2004年にはタイム100に選出された。
2006年5月21日、脳出血の手術を受けたが、意識が戻らず、現職のWHO事務局長のまま翌22日にジュネーブ市内の病院で死去した。61歳没。過労もあったとされる。

## 人物
- 韓国語・英語・日本語で会話ができるほか、中国語やフランス語で書かれた論文を読むことができる。
- 鏑木玲子（かぶらき・れいこ）という日本人の配偶者がおり、間に男児が一人いる。